# Clevelândia

Clevelândia este un oraș în Paraná (PR), Brazilia.